# Al-Mughayyir (Jénine)
Al-Mughayyir, en arabe : جربا, est un village du gouvernorat de Jénine en Palestine, dans le nord de la Cisjordanie. Il est situé à 12 kilomètres au sud-est de Jénine. Selon le recensement du Bureau central palestinien des statistiques, la localité compte une population de 3 249 habitants en 2017.